# أنجيلا بليزانس
أنجيلا بليزانس (بالإنجليزية: Angela Pleasence)‏ هي ممثلة بريطانية، ولدت في 1941 في المملكة المتحدة.

## أعمال

### أفلام
- (1973) الأيام العشر الأخيرة

## وصلات خارجية
- أنجيلا بليزانس على موقع IMDb (الإنجليزية)
- أنجيلا بليزانس على موقع ألو سيني (الفرنسية)
- أنجيلا بليزانس على موقع ميوزك برينز (الإنجليزية)
- أنجيلا بليزانس على موقع ديسكوغز (الإنجليزية)
- أنجيلا بليزانس على موقع قاعدة بيانات الفيلم (الإنجليزية)